# Marco Oberst
Marco Oberst (* 8. März 1996 in Bürmoos) ist ein österreichischer Fußballspieler.

## Karriere
Oberst begann seine Karriere beim SV Bürmoos. 2007 wechselte er in die Jugend des FC Red Bull Salzburg, bei dem er später auch in der Akademie spielen sollte. Zur Saison 2013/14 wechselte er zu den viertklassigen Amateuren des SV Grödig. Im August 2013 debütierte er in der Salzburger Liga, als er am ersten Spieltag jener Saison gegen den SV Kuchl in der Startelf stand. Im selben Monat erzielte er bei einem 2:0-Sieg gegen den SV Anthering sein erstes Tor in der vierthöchsten Spielklasse.
Im November 2013 stand er gegen den FK Austria Wien erstmals im Profikader von Grödig. Sein Debüt für die Profis in der Bundesliga gab er im Dezember 2013, als er am 19. Spieltag der Saison 2013/14 gegen die SV Ried in der Startelf stand. Dies sollte jedoch sein einziger Einsatz in der Bundesliga für Grödig bleiben. Zu Saisonende belegte er mit dem Verein den dritten Rang in der Bundesliga. Für die Amateure kam er in jener Saison zu 25 Einsätzen in der Salzburger Liga, in denen er drei Tore erzielte. Mit Grödig II beendete er die Saison als Vizemeister, auf den Aufstieg fehlten drei Punkte.
In der Saison 2014/15 absolvierte er ebenfalls 25 Spiele für die Amateure von Grödig und erzielte dabei zwei Tore. Wie bereits in der Vorsaison beendete man die Saison als Vizemeister, diesmal fehlten auf den Aufstieg allerdings 23 Punkte. Nach zwei Saisonen bei Grödig wechselte er zur Saison 2015/16 zum Regionalligaaufsteiger USK Anif. Sein erstes Spiel in der Regionalliga absolvierte Oberst im Juli 2015 gegen den USC Eugendorf. Im Oktober 2015 erzielte er bei einem 3:1-Sieg gegen den FC Kufstein sein erstes Tor in der dritthöchsten Spielklasse.
In seiner ersten Saison bei Anif kam er zu 27 Regionalligaeinsätzen, in denen er zwei Tore erzielte. Mit dem Aufsteiger konnte er in jener Saison Vizemeister werden, der Rückstand auf Meister WSG Wattens betrug jedoch 18 Punkte. In der darauffolgenden Saison 2016/17 wurde er mit Anif Meister der Regionalliga West, in jener Spielzeit kam Oberst zu 21 Einsätzen, in denen er fünf Tore erzielte. Anif hatte jedoch keinen Lizenzantrag gestellt und stieg somit nicht in die zweite Liga auf. In der Saison 2017/18 konnte er mit dem Verein ein zweites Mal in Serie Meister werden, wie bereits in der Vorsaison verzichtete man jedoch auf einen Zulassungsantrag. In jener Saison kam Oberst in 17 Regionalligaspielen zum Einsatz und erzielte dabei zwei Tore.
Zur Saison 2019/20 wechselt er zum Salzburger AK 1914.